# Lingue moklen
Le lingue moklen sono un gruppo di lingue del ramo maleo-polinesiaco delle Lingue austronesiane. 

## Situazione geografica
Le lingue moklen sono parlate dalle popolazioni conosciute sotto al nome di « Nomadi del mare »: i Moken ed i Moklen. Queste popolazioni vivono lungo la costa meridionale della Thailandia e della Birmania, sul Mare delle Andamane, in una regione che si estende per 650 km., dall'isola birmana di Tavoy fino a quella di Phi Phi, in Thailandia.

## Classificazione
Larish, basandosi sulla tipologia delle lingue, difende la classificazione del gruppo moklen in un gruppo Lingue maleo-polinesiache che riunisce le Lingue malayic, l'Lingua aceh e le lingue chamic.
Quest'ipotesi, però, non convince gli specialisti di queste lingue. Thurgood rigetta un legame diretto tra moklen e le altre lingue, senza negare le somiglianze tipologiche.. 
Adelaar approva gli argomenti di Thurgood, e, seguendo Ross, le classifica come un sottogruppo a parte delle Lingue maleo-polinesiache occidentali.

## Lista delle lingue
Le lingue moklen sono due:
- la lingua moken
- la lingua moklen

Alcuni studiosi ritengono, vista la vicinanza delle due lingue, che si debba parlare di un'unica lingua divisa in diversi dialetti.

### Dialetti
Le lingue sono divise in una dozzina di dialetti, spesso molto simili, i dialetti parlati nella zona birmana non sono stati studiati adeguatamente, comunque, da nord a sud quelli conosciuti sono:
- Dung (635 locutori[6])
- Jait (331 locutori[6])
- Lebi, L'be (980 locutori[6])
- Niawi
- Jadiak
- Moklen

Dal Dung al Niawi sono parlati (soprattutto) in Birmania, Jadiak e Moklen soprattutto in Thailandia.  (Jadiak viene anche parlato in una seconda area a sud del Moklen.)